# Histoire du Lot-et-Garonne
L'histoire du Lot-et-Garonne est une discipline qui étudie le passé du département de Lot-et-Garonne, en cherchant à le reconstituer et à le comprendre,,.

## Antiquité
Dans l'Antiquité, le territoire du Lot-et-Garonne correspondait à peu près au royaume des Nitiobroges, un peuple gaulois. La capitale était déjà Agen, où se trouvait un oppidum. Durant le siège d'Alésia en 52 avant notre ère, Teutomatos, roi des Nitiobroges, participe aux côtés de Vercingétorix à la guerre contre Jules César.
Aux premiers siècles de l'ère chrétienne, la région appartient à l'Aquitaine, elle-même située dans l'Empire romain.

## Moyen Âge
Jusqu’à la Révolution, l’Agenais passe plus pour un « pays » qu'une province bien précise. Divisé entre le dialecte languedocien et le dialecte gascon, situé à la charnière entre la Guyenne et le Languedoc, entre l'influence de Bordeaux et de Toulouse. Il n'a jamais été clairement sous l'influence unique de l'une ou de l'autre des grandes villes garonnaises. La chute de Rome a eu des conséquences graves sur le plan politique. L'Agenais s'est alors trouvé soumis aux influences les plus diverses. « Marche » pour le roi de France face à la puissance des Gascons durant tout le Haut Moyen Âge, il devait être la victime des guerres entre ce souverain et celui d'Angleterre, la frontière politique ou militaire passant, tantôt en amont, tantôt en aval d'Agen. Entre 1196, date à laquelle Richard Cœur de Lion donne l'Agenais en dot à sa sœur, qui épouse le comte de Toulouse, et en 1279, au traté d'Amiens, quand Philippe le Hardi rend ce territoire au roi d'Angleterre, l'Agenais a plutôt appartenu aux États Toulousains. Il entre ensuite dans sa période anglaise, entrecoupée de quelque temps brefs de domination française. C'est avec Louis XI que l'Agenais devait rompre définitivement tout lien politique avec le Languedoc et Toulouse, dépendant jusqu'à la fin de l'Ancien Régime, du Parlement de Bordeaux et du gouvernement de Guyenne.
Surtout à partir du XIVe siècle, l'Agenais est apparu comme une entité bien incertaine. Ainsi, le diocèse d'Agen fut scindé en deux lors de la création de celui de Condom en 1317. Les juridictions administratives ou judiciaires se superposaient ou se chevauchaient, entretenant une certaine confusion. De plus, certains territoires ont continué de regarder vers Toulouse, comme la vicomté de Brulhois, dont la capitale était Laplume, alors que les autres dépendaient de la généralité de Bordeaux. Si, du point de vue administratif, la sénéchaussée d'Agen était très vaste, couvrant la moitié nord de Lot-et-Garonne actuel, elle était dépouillée, au sud, de cette autorité, car Condom, Nérac (en raison de la puissante famille d'Albret) et Bazas, étaient également le siège d'une sénéchaussée. Cette coupure était facilitée par la Garonne. L'utilisation de ce fleuve comme ligne de partage, à plusieurs reprises au cours de l'histoire, témoigne que la Garonne était un obstacle à la circulation dans le sens nord-sud et une limite naturelle bien marquée principalement d'un point de vue administratif.

## Création du département
La formation du département de Lot-et-Garonne apporte des éclairages intéressants sur la manière dont les responsables politiques de l'époque concevaient les partages d'influence entre villes rivales tout en considérant leurs liens avec les campagnes. Car, d’un point de vue géographique, le Lot-et-Garonne est constitué de régions fort différentes : « le nord pourrait tout aussi bien être rattaché à la Dordogne, le sud ne se distingue guère des coteaux gersois, quant au sud-ouest il n'est qu'une annexe des Landes » (Luxembourg M.).
En application des directives formulées par l'Assemblée constituante, les députés agenais imaginèrent un département mordant sur le Quercy et sur la Gascogne, tout en soutenant la création d'un département intermédiaire entre Bordeaux et Agen afin d’éviter que le futur chef-lieu départemental soit rejeté à la périphérie d'une circonscription administrative beaucoup trop vaste. Les autres limites prêtèrent moins à discussion en raison des accords intervenus entre les députés. Ainsi au nord il fut très rapidement acquis que le Dropt formerait la séparation avec le futur département de la Dordogne. Vers la Gascogne, il semblait normal que Condom soit dépendante d'Agen et il était, de toute façon, nécessaire que le futur département s'installe de part et d'autre de la Garonne, pour permettre à Agen d'exercer pleinement son rayonnement mais Condom elle-même demandait à être tournée vers Auch et prendre la tête d'un district. Enfin vers l'est les agenais demandaient le rattachement des cantons d'Auvillar, Valence d'Agen, Bourg-de-Visa et Montaigu-de-Quercy.
Ainsi constitué, le Lot-et-Garonne devait se choisir un chef-lieu et si Agen avait toutes chances de l'emporter, la concurrence fut cependant âpre entre les villes mieux placées en position centrale. La première réunion de l'Assemblée départementale eut lieu à Agen comme convenu, mais les autres cités réclamèrent le respect de l'alternat. La suppression de ce dernier par l'Assemblée favorisa Agen, malgré une dernière tentative de la part d'Aiguillon qui demandait à devenir, en raison de sa situation au cœur de Lot-et-Garonne, le chef-lieu définitif. Ce fut pourtant Agen, en dépit de sa position excentrée, qui l'emporta compte tenu de son rôle dans le passé.

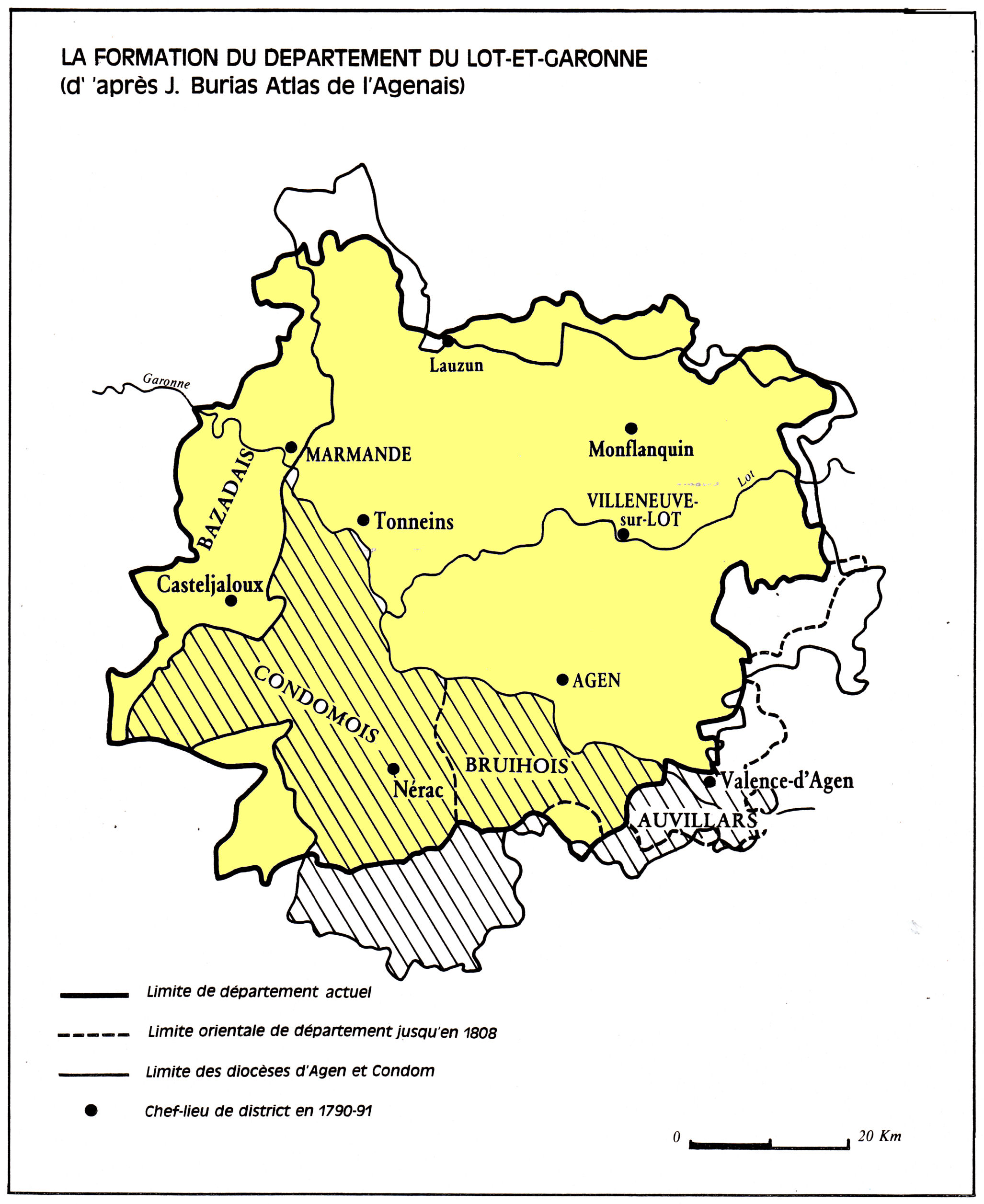
La formation du département de Lot-et-Garonne.

De 1791 à 1793, les 9 districts (Agen, Nérac, Marmande, Tonneins, Villeneuve, Lauzun, Monflanquin, Casteljaloux et Valence) du département de Lot-et-Garonne fournirent 10 bataillons de volontaires nationaux.
En 1808, la création du département de Tarn-et-Garonne modifia les limites orientales. Pendant l'élaboration de la carte des départements, le député de Montauban n'avait pu obtenir que cette cité soit à la tête d'une des nouvelles divisions administratives, Cahors l'emportant sur sa rivale tarn-et-garonnaise. Les habitants multiplièrent alors les interventions pour montrer qu'il était anormal que Montauban siège d'un évêché, d'une sénéchaussée, d'une Généralité, soit ainsi abaissé au rang de district. Par une décision de 1808, Napoléon Ier accéda à leur désir en créant le Tarn-et-Garonne, dont Montauban devenait le chef-lieu. Pour cela on amputa le Lot-et-Garonne des cantons de Montaigu-du-Quercy, de Bourg-de-Visa, de Valence d'Agen et d'Auvillar, qui avaient cependant toujours fait partie de l’Agenais historique et de la Guyenne.